# Albert Boekholt
 (octobre 2013).
Si vous disposez d'ouvrages ou d'articles de référence ou si vous connaissez des sites web de qualité traitant du thème abordé ici, merci de compléter l'article en donnant les références utiles à sa vérifiabilité et en les liant à la section « Notes et références ».
Albert Boekholt dit Wébé, est un auteur et éditeur français né à Nantes le 30 avril 1901 et mort à Paris le 15 mai 1974.
Ingénieur des Arts et Métiers, il était passionné par les activités manuelles et s’est fait connaître comme auteur et dessinateur spécialisé dans le travail manuel pour adolescents.

## Biographie
Le père d’Albert Boekholt fit des études de médecine aux Pays-Bas dont il était originaire. Il décède à 36 ans de la tuberculose, alors qu'Albert n'a que 6 ans. Avec sa mère, de nationalité anglaise et qui est secrétaire bilingue, Albert passe son enfance et son adolescence à Bordeaux.
À la fin des années 1920, membre de l’équipe dirigeante des Éclaireurs unionistes de France, il crée et dirige les éditions La Flamme (nom inspiré du totem de son épouse) en vue de promouvoir la littérature scoute. Jusqu'en 1939, les éditions publient une série d’ouvrages sur des techniques diverses de travaux manuels, ses propres œuvres et celles d’amis dont Pierre Joubert, Marcel Temporal, Jean Droit, André Thiebault et Léon Haffner. C'est également la même année qu'il fonde la revue La Vie active.
En 1923, il a fait une partie de son École d'officier de réserve en participant à l'Occupation de la Ruhr au cours de laquelle il est blessé. En 1939, il est mobilisé avec le grade de lieutenant et est affecté à l'École de chars de Versailles pour former les soldats conduisant ces engins. Après la débâcle, il doit conduire les chars à Bourges où il est démobilisé, en juillet 1940.
En 1940, l'occupation et l'interdiction du scoutisme, ruinent son activité d'éditeur. Ces circonstances et la nécessité de subvenir aux besoins de sa famille de quatre enfants, l'amènent à accepter un poste au ministère de l’Instruction publique pour la formation des cadres de la jeunesse (travaux manuels), tout d’abord au Fort Carré d'Antibes à École normale d'instituteurs, puis en 1942 à Paris. À la Libération en 1944, son poste est transféré à l’Éducation nationale.
En décembre 1946, il crée l’association La Vie Active pour le Développement du Travail Manuel dans l'Éducation, en vue de financer l'extension de son activité, pour laquelle les crédits promis par le Ministère faisaient défaut. Il crée le premier centre de travaux manuels de l'association au château de Claireau, à Chevreuse. L’expérience s'interrompra fin 1949 à la suite d'une importante divergence de vue avec René Dieleman, chef de centre. Dans le cadre de l'association, il relance en 1949 la revue du même nom dont la parution avait été interrompue pendant la guerre et dont il sera l’éditeur et l'éditorialiste pendant 25 ans.
En 1951, à la suite de la suppression de son poste par le Ministère, il reprend son ancienne activité d’éditeur, auteur et dessinateur. Il demande alors au comité directeur de La Vie Active de lui concéder l’exploitation de la revue. Une part des cotisations des membres lui est versée.
Un deuxième centre de l’association La Vie Active est créé en 1953 dans un immeuble parisien au 20 rue Guersant (17e). Albert Boekholt y organise des stages d’initiation et de perfectionnement pour éducateurs et animateurs, enseignants, débutants ou confirmés, ainsi que des cours du soir. À cette époque de pénurie d'institutions spécialisées, son enseignement a également été fort apprécié des personnels de rééducation fonctionnelle, d'ergothérapie. En 1956, l’École de Moniteurs de Travaux Manuels Éducatifs est ouverte, avec des cours d'une durée de 9 mois.
Il est décoré de l’ordre du Mérite en 1963.

## Sa pensée
Sa pensée est proche de celle de Maria Montessori, de Célestin Freinet et de la pédagogie nouvelle. Albert Boekholt, mettant en exergue la phrase de Bergson « l'intelligence montera des mains vers la tête », voudrait instituer le travail manuel dans l'éducation. Ce n'est pas l'objet qui compte, encore moins l'occupationnel disait-il, mais « celui qui fait ». La technique, le savoir-faire, l'apprentissage n'étant que des étapes pour progresser dans la découverte, la connaissance, la prise de conscience d'un réel pouvoir sur les choses et l'affirmation de sa capacité de pensée!
En France comme à l’étranger, sa ténacité a fait de lui un spécialiste reconnu du "travail manuel éducatif". Il a beaucoup voyagé, visité de nombreux établissements et laissé une importante documentation sur la technique et la pédagogie du travail manuel.

## Sources
- Notices d'autorité :   - VIAF
  - IdRef
  - LCCN
  - Espagne
  - Israël
  - Tchéquie
  - WorldCat
- Catalogue BNF - Notice FRBNF34401027